# Gerenciamento de receitas
Gerenciamento de receitas (em Inglês: Revenue Management) é o estudo analítico aplicado que tenta prever o comportamento do consumidor em níveis de micro-mercado e otimizar a disponibilidade e o preço do produto para maximizar o ganho da receita. O principal objetivo do gerenciamento de receitas é vender o produto certo para o cliente certo, no momento certo, pelo preço certo e com o pacote certo. A essência desta disciplina está em compreender a percepção dos clientes sobre o valor do produto e alinhar essa percepção com os preços, a localização e a disponibilidade dos produtos dentro de cada segmento de demanda.

## História

### Inicio na Aviação
No início da década de 1970, algumas companhias aéreas começaram a oferecer tarifas com desconto, combinando na mesma cabine passageiros que pagam tarifa completa (cheia) com passageiros que pagam tarifa com desconto. A British Airways, por exemplo, oferecia tarifas mais baixas para passageiros que reservaram o voo pelo menos vinte e um dias antes da decolagem, oferecendo à companhia aérea o potencial de ganhar
receita de assentos que, de outra forma, voariam vazios. No entanto, isso também apresentou o problema de determinar a quantidade de assentos que deveriam ser protegidos para reserva tardia de passageiros com tarifa cheia. Se poucos assentos eram protegidos, a empresa perderia receita cobrando menos de passageiros com disponibilidade para pagar a tarifa cheia. Se muitos assentos fossem protegidos, o voo decolaria com assentos vazios. Nenhuma regra simples, como proteger uma porcentagem fixa da capacidade, poderia ser aplicada em todos os voos pois o comportamento de reserva de passageiros varia amplamente com preço, itinerários, sazonalidade, dia da semana, etc.
Ficou evidente que o controle efetivo de assentos com desconto exigiria rastreamento detalhado de históricos de reservas, desenvolvimento das capacidades dos sistemas de informática e cuidadosa pesquisa e desenvolvimento de regras de controle de estoque de assentos. Ken Littlewood, em 1972 sugeriu que as reservas de tarifas com desconto deveriam ser aceitas, desde que o valor da receita delas ultrapassasse a
receita esperada de futuras reservas com tarifa cheia. Esta regra de controle de estoque com 2 tarifas ficou conhecida como "Regra de Littlewood" (em inglês: Littlewood’s rule) e marcou o início do que veio a ser chamado de Gestão da oferta e posteriormente de Gerenciamento de Receitas.

#### Regra de Littlewood
littlewood propôs o primeiro modelo estático quantitativo de gerenciamento de receitas para aeronaves. O seu método soluciona o problema de controle de inventário para voos de uma única etapa com 2 tarifas possíveis: {\displaystyle R_{1}} e {\displaystyle R_{2}}, onde {\displaystyle R_{1}>R_{2}}. A capacidade total é {\displaystyle C} e a demanda da classe {\displaystyle j} é demonstrada por {\displaystyle D_{j}}. A demanda tem uma distribuição de probabilidade cuja função de distribuição cumulativa e demostrado por {\displaystyle F_{j}}. A demanda pela tarifa {\displaystyle R_{2}} acontece antes da demanda pela tarifa {\displaystyle R_{1}}. O objetivo é tentar responder o quanto de demanda pela tarifa {\displaystyle R_{2}} deve ser aceita para que seja obtida a melhor composição de passageiros, que gere a maior receita.
Littlewood sugere não aceitar mais tarifas {\displaystyle R_{2}} quando a soma de receita com a venda de outro assento de tarifa baixa é excedida pela receita esperada de venda do mesmo assento com a tarifa mais alta.
Na fórmula, isso significa: aceitar a demanda pela tarifa {\displaystyle R_{2}} tão quanto:
{\displaystyle R_{2}\geq R_{1}\cdot \operatorname {Prob} (D_{1}>x)}
onde:
{\displaystyle R_{2}} é o valor da tarifa menor;
{\displaystyle R_{1}} é o valor da tarifa maior;
{\displaystyle D_{1}} é a demanda pela tarifa maior e
{\displaystyle x} é a capacidade restante.
Isso sugere que existe um limite otimizado de proteção {\displaystyle y_{1}^{\star }}. Se a capacidade restante for inferior a este limite, a demanda para a tarifa {\displaystyle R_{2}} é rejeitada. Se a 
distribuição contínua {\displaystyle F_{j}(x)} é utilizada para modelar a demanda, então {\displaystyle y_{1}^{\star }} pode ser calculado pela "Regra de Littlewood":
{\displaystyle y_{1}^{\star }=F_{1}^{-1}\left(1-{\frac {R_{2}}{R_{1}}}\right)}
O que retorna o limite de proteção otimizado, em termos de divisão de receita entre ambas tarifas.

## Alavancas
Enquanto o gerenciamento de rendimento envolve ações específicas para gerar rendimento por meio do gerenciamento de estoque perecível, o gerenciamento de receita abrange uma ampla gama de oportunidades para aumentar a receita. Uma empresa pode utilizar essas diferentes categorias como uma série de alavancas no sentido de que todas estão geralmente disponíveis, mas apenas uma ou duas podem gerar receita em uma determinada situação. As principais alavancas são:

### Preços
A Otimização de Preços, por exemplo, envolve a otimização constante de múltiplas variáveis, como sensibilidade a preços, índices de preços e estoque para maximizar as receitas. Uma estratégia de preços bem-sucedida, apoiada por táticas de preços com base analítica, pode melhorar drasticamente a lucratividade de uma empresa.

### Inventário
Por outro lado, em situações em que a demanda por um produto é forte, mas há ameaça de cancelamento de quartos (por exemplo, quartos de hotel ou assentos de avião), as empresas costumam reservar em excesso para maximizar a receita da capacidade total. O foco do overbooking é aumentar o volume total de vendas na presença de cancelamentos, em vez de otimizar o mix de clientes.

### Canais
Desde o advento da Internet, a rede de distribuição e o controle tornaram-se uma grande preocupação para os provedores de serviços. Quando o produtor colabora com um fornecedor poderoso, podem ser necessários sacrifícios, nomeadamente no que diz respeito ao preço de venda/taxa de comissão, em troca da capacidade de atingir uma determinada clientela e volumes de vendas.